# تپه گورستان کشمش تپه
تپه قبرستان کشمش تپه مربوط به هزاره اول قبل از میلاد است و در شهرستان ماکو، بخش مرکزی، روستای کشمش تپه واقع شده و این اثر در تاریخ ۲۳ شهریور ۱۳۸۲ با شمارهٔ ثبت ۱۰۰۳۷ به‌عنوان یکی از آثار ملی ایران به ثبت رسیده است.